# Olim
Pour les articles homonymes, voir Olim (homonymie).

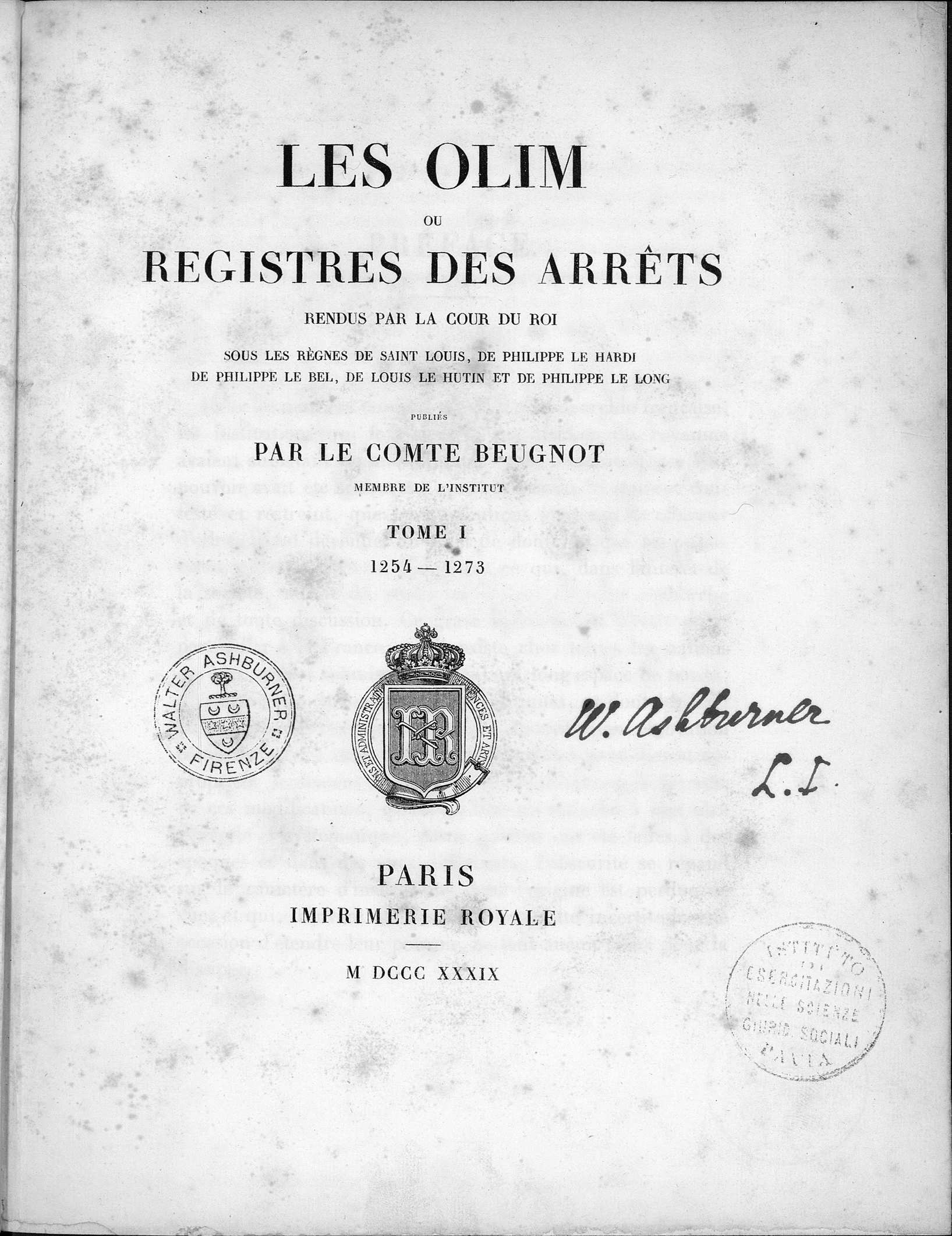
Les Olim,, édition de 1839.

Les Olim (du latin olim « autrefois ») sont les quatre premiers registres du parlement de Paris consignant les arrêts rendus par la cour du roi sous les règnes de saint Louis, Philippe le Hardi, Philippe le Bel, Louis le Hutin et Philippe le Long.  
Ils sont conservés aux Archives nationales sous les cotes X1A 1 à 4. Le premier, coté X1A 1, est un registre en deux parties, tenu par Jean de Montluçon : la première partie est intitulée Inqueste ; la seconde, Arresta, judicia et concilia. Le deuxième, coté X1A 2, est un registre tenu par Nicolas de Chartes. Le troisième, coté X1A 3, est un registre tenu par Pierre de Bourges et intitulé Arresta. Le dernier, coté X1A 4, est un registre tenu par Pierre de Bourges et intitulé Inqueste et alii processus.
Ces registres ont conservé le texte ou la substance des arrêts rendus à la cour du roi de 1254 jusqu'en 1318, et des jugements prononcés sur enquêtes pendant la même période. On trouve ainsi dans les Olim la lettre en forme de manifeste, que Philippe le Bel adressa à Édouard Ier, roi d'Angleterre, sur son défaut de comparution au ban du roi de France pour (notamment) le duché de Guyenne. Édouard Ier fut déclaré atteint et convaincu de félonie et, comme cela s'était produit sous Philippe Auguste à l'égard de Jean sans Terre, tous les domaines qu'Édouard possédait en France furent confisqués.
Les Olim ont été édités et publiés en quatre volumes par Arthur Beugnot entre 1839 et 1848. Le texte est principalement en latin et en français.

## Liens
- Notice dans un dictionnaire ou une encyclopédie généraliste :   - Treccani